# Carmel de la place Maubert
Pour les articles homonymes, voir Carmel.
Ne pas confondre avec le couvent des Carmes déchaussés de Paris, établi à Paris rue de Vaugirard en 1605 : voir Église Saint-Joseph-des-Carmes et Prison des Carmes
Le carmel de la place Maubert ou Couvent des Grands-Carmes, ou en latin Monasterium de Mariae de Monte-Carmelo ou « Grand Couvent », « Couvent des Barrés » était un couvent de Grands Carmes (ancienne Observance) situé à côté de la place Maubert, sur un emplacement occupé aujourd'hui par le commissariat de police du 5e arrondissement de Paris, en bas de la rue de la Montagne-Sainte-Geneviève.

## Histoire

### Fondation et Moyen-Âge
En 1256, à la fin de la septième croisade, Saint Louis revint en France avec six ermites carmes du Mont-Carmel qui s'installèrent sur les quais de la Seine, en une maison près du port Saint-Paul où ils furent remplacés par les Célestins. En 1309, ces religieux obtinrent de Philippe le Bel une maison située dans la rue de la montagne Sainte-Geneviève, la Maison du Lion. Puis le pape Clément V autorisa en 1305 ces religieux du Mont-Carmel à élever un monastère en rapport avec leur communauté. Ils firent bâtir une nouvelle chapelle en 1349 qu'ils transformèrent en église, les travaux étant financés par les deniers et les joyaux de la reine Jeanne d'Évreux, près de la rue des Noyers (aujourd'hui boulevard Saint-Germain) et de la place Maubert, qui était un gibet au XVIe siècle et servait de lieu d'exécution publique.
«  Ces religieux [carmes], trop éloignés de l'Université où leurs jeunes frères se rendaient, et se trouvant incommodés dans leur maison par les moindres inondations, au point de ne pouvoir sortir qu'en bateaux, prièrent le roi Philippe le Bel de les établir dans un autre quartier de Paris. Ce prince leur donna la maison de Pierre de La Brosse, située rue de la Montagne-Sainte-Geneviève, afin que, par ce moyen, un lieu de bonne chère et de plaisir fût converti en une maison destinée au service divin. Le nombre des religieux carmes augmentant rapidement, Philippe le Long leur donna, en 1317, pour agrandir leur couvent, une maison voisine, qui communiquait dans la rue Sainte-Geneviève et dans la rue Saint-Hilaire, nommée aujourd'hui rue des Carmes. Ils construisirent alors une chapelle et des bâtiments plus vastes. Cette chapelle, dédiée à Notre-Dame du Mont-Carmel étant devenue bientôt insuffisante à l'affluence toujours croissante des fidèles, les carmes commencèrent à côté la grande église qui a été démolie de nos jours. La bienfaisance de la reine Jeanne d'Évreux, femme de Charles le Bel, permit de poursuivre rapidement les constructions, et l'église nouvelle fut dédiée, le 16 mars 1353, sous invocation de la Sainte Vierge, par le cardinal Gui de Boulogne, en présence de Jeanne d'Évreux et des reines de France et de Navarre, ses nièces.  »
— Abbé Faudet, Notice historique sur la paroisse de Saint Étienne du Mont
Ils avaient une immense bibliothèque dont on a conservé le catalogue. En 1386, les Carmes agrandirent leur couvent en y ajoutant le collège de Laon installé aussi Maison de Lion. Jean Soreth fut un illustre prieur de ce couvent et Jean de Saint-Samson aveugle, y fut religieux au début de sa vie au Carmel, lorsqu'il prit l'habit des carmes après la rencontre du Frère Matthieu Pinault, saint André Corsini y resta trois ans, qu'on appelait le Frère sourd aveugle et muet à cause de sa tenue exemplaire, son silence, son refus d'écouter les nouvelles et la modestie de ses yeux , Félix Buy, mort de pleurésie en 1647, enfin, Sébastien Truchet inventeur français de renom et religieux carme. Leurs manteaux étaient rayés de blanc et de brun (tannés). Des épitaphes portaient les noms de Bernard Couderc, Ange Solier, Vincent de la Ruelie et d'autres religieux du couvent.

### Époque moderne
Le 8 août 1649, un accord est passé entre les religieux du couvent des Carmes de la place Maubert et les administrateurs de la confrérie de Saint-Roch et Saint-Sébastien fondée en l’église dudit couvent, relatif à l’ordre à observer au service divin.
En 1658, à 2h du matin la Prévôté avertie par le Père Abbé du Couvent, arrêta douze frères en flagrant délit de faire bombance en cachette, de nuit, en temps de Carême ou d'abstinence avec douze perdrix, jambons et pâtés, du vin et des victuailles en abondance. Ils furent condamnés à se retirer en d'autres couvents.
Une autre anecdote rapporte que des enfants ayant commis un vol d'importance se réfugièrent dans le couvent : ce furent dès lors les sergents venus les arrêter, qui furent dénoncés par les frères carmes et condamnés, puis on peignit un grand tableau du péché et de la condamnation des sergents, qu'on pouvait admirer dans le couvent.

### Révolution française et transformation
En 1790, ce couvent dit des Grands-Carmes fut fermé par la Convention, le couvent transformé en Manufacture de fusils; et les religieux relogés chez les carmes réformés de la rue de Vaugirard. Jacques-Bruno-Joseph Housey, le procureur général, devenu le citoyen Housey, fit une déclaration de revenus et donna la recette de l'eau de mélisse à la Société des pharmaciens de Paris.
Ce couvent sera démoli en 1811 lors de la création du marché couvert de la place Maubert, dit marché des Carmes, inauguré en 1819 : « Le marché actuel de la place Maubert sera transféré sur l'emplacement de l'ancien couvent des carmes, près de cette place, et dont, à cet effet, nous faisons don à notre bonne ville de Paris » (article 5 du décret de Napoléon).

## Description

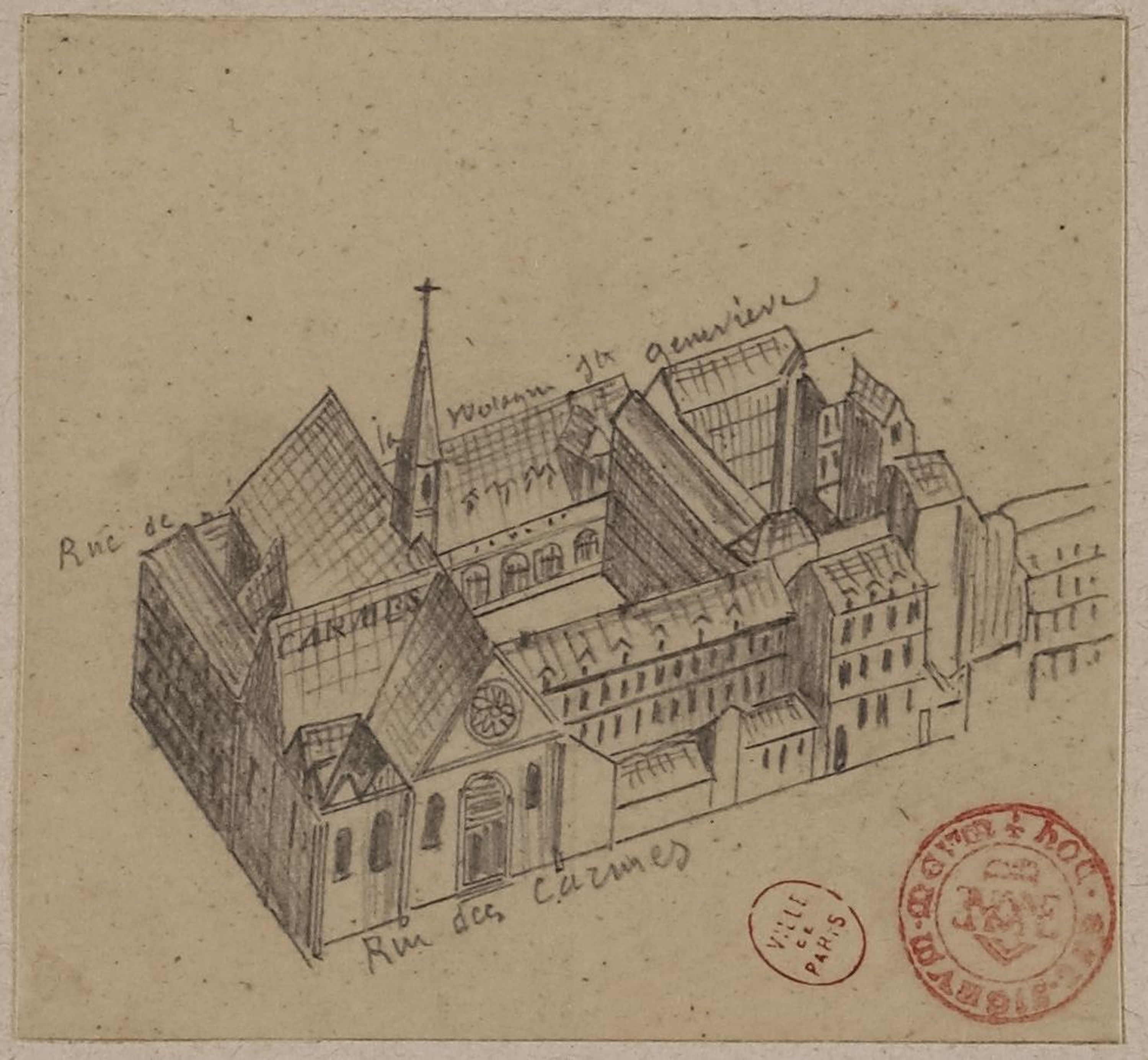
Vue cavalière du couvent.

Le portail de la vaste église des Carmes était orné de plusieurs statues de reines, notamment de celle de Jeanne d'Évreux, leur bienfaitrice.
De deux maisons qui furent données aux Carmes et d'une chapelle de la Vierge qui fut conservée, les Carmes de la place Maubert formèrent leur couvent. Ils prirent d'abord le nom de Frères de Notre-Dame des Carmes du Mont ; ils se firent aussi appeler les Frères de Notre-Dame du Mont-Carmel. Toutes les pierreries données par Jeanne d'Évreux, troisième femme de Charles le Bel, servirent à la construction de l'église.
La chapelle de la Vierge, conservée dans le nouveau plan, défigurait l'édifice par sa position. Beaucoup de tableaux étaient relatifs à la Vierge. Six colonnes et autant de pilastres soutenaient une grande arcade qui servait de niche à une statue de la Vierge, placée sur un petit rocher, et qui tenait d'une main l'enfant Jésus, et de l'autre un petit scapulaire qu'elle présentait à Simon Stock à genoux à ses pieds. Le cintre de la niche était rempli par de petits anges qui portaient des banderoles, sur lesquelles on lisait des louanges en l'honneur de Marie. Au-dessus de la niche était un fronton dans le tympan duquel il y avait un cercle bleu où était écrit Decor Carmeli (gloire du Carmel). À côté du petit œuvre du scapulaire était la sacristie: on voyait au-dessus de la porte un tableau assez ancien, qui représentait la Vierge avec une couronne de marquis sur la tête, une robe rouge, un voile bleu semé d'étoiles et un scapulaire à la main.
On conservait dans cette sacristie plusieurs reliquaires précieux, entre autres une image d'argent de la Vierge tenant un enfant entre ses bras, et d'une main un petit vase de cristal contenant de son Saint-Lait, et de l'autre un vase de cristal où il y aurait eu des cheveux du Christ. Ce reliquaire avait été donné par Guy de Boulogne, évêque et cardinal, qui avait béni l'église. L'autre reliquaire, encore plus précieux, avait été donné aux Carmes en 1368, par la reine Blanche de Castille, veuve de Philippe VI. Il était d'or, enrichi de pierreries, et renfermait quelques-uns des clous qui avaient servi à la passion de J.-C.
Dans cette même église, il y avait une chapelle de Notre-Dame du Mont-Carmel, décorée d'une grande menuiserie à colonnes corinthiennes cannelées, assez bien exécutées. Le scapulaire y attirait un grand concours de peuple.
Intérieur : tombeau de Gilles Corrozet, libraire, qui, le premier, publia une description de la capitale de France ; et les tombeaux du cardinal Michel Du Bec, mort à Avignon, en 1318, mais qui voulut que son corps fût transporté dans l'église des Carmes de Paris, et du père Félix Buhi, qui, en 1681, prouva par de solides raisonnements que le pape n'était ni infaillible, ni au-dessus des conciles. En 1784, un monument sépulcral fastueux fut aussi placé dans l'église élevé par M. Boullenois à la mémoire de M. Boullenois père, avocat et auteur du Traité de la personnalité et de la réalité des lois, Ce monument, placé dans cette église vingt-deux ans après la mort de celui dont il devait honorer la mémoire, fut fabriqué en Italie, et coûta plus de cent mille écus à la famille. C'était le tombeau le plus fastueux de Paris : des matières précieuses, des marbres les plus rares, jaune et vert antiques, lapis-lazuli, des portraits en mosaïque, bronze, argent, furent employés. Il fut transféré en assez mauvais état au Cloître du Musée des Monuments français 
Les carmes montraient souvent une chaire de pierre pratiquée dans un des murs de leur cloître et racontaient que cette chaire avait servi à saint Albert le Grand, à saint Bonaventure et à saint Thomas d'Aquin pour enseigner à leurs nombreux élèves.
On trouvait jadis au couvent, le fameux cabinet-galerie du père Sébastien Truchet « Cet ingénieux et savant religieux employa une gratification de trois mille livres qui lui fut donnée par Philippe de France duc d' Orléans et frère du roi Louis XIV à faire construire et approprier un lieu convenable où il pût arranger le nombre infini de machines de toutes espèces et les autres curiosités de la nature et de l'art qu'il avait inventées ou ramassées dans le cours d'une longue vie. »
La meilleure description de ce couvent, de ses tombeaux, tableaux, et épitaphes, se trouve dans les Antiquités nationales, écrite en 1792, par Aubin Louis Millin.

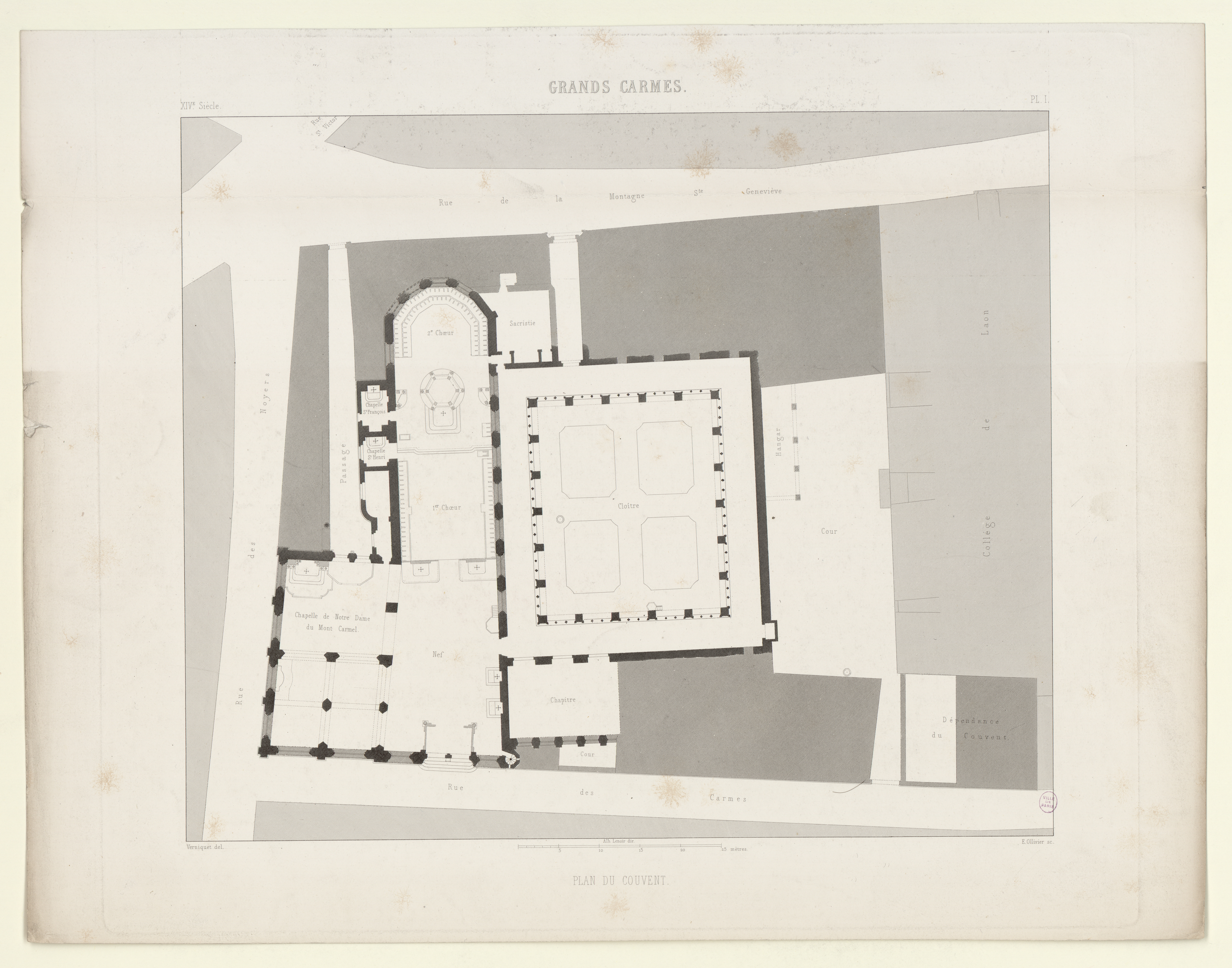
Plan du couvent par Edme Verniquet.
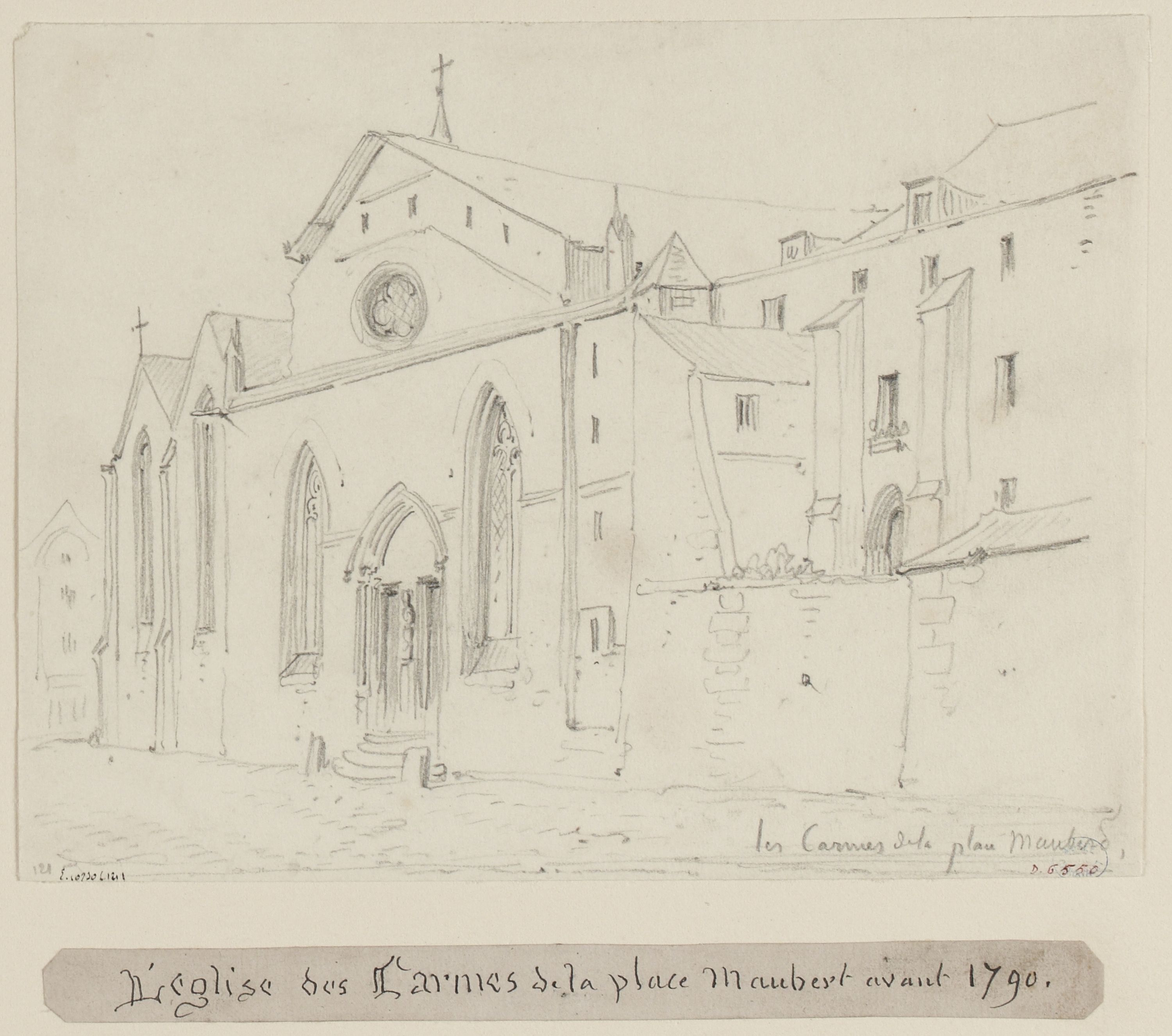
Façade de l'église sur la rue des Carmes (dessin de François Alexandre Pernot).
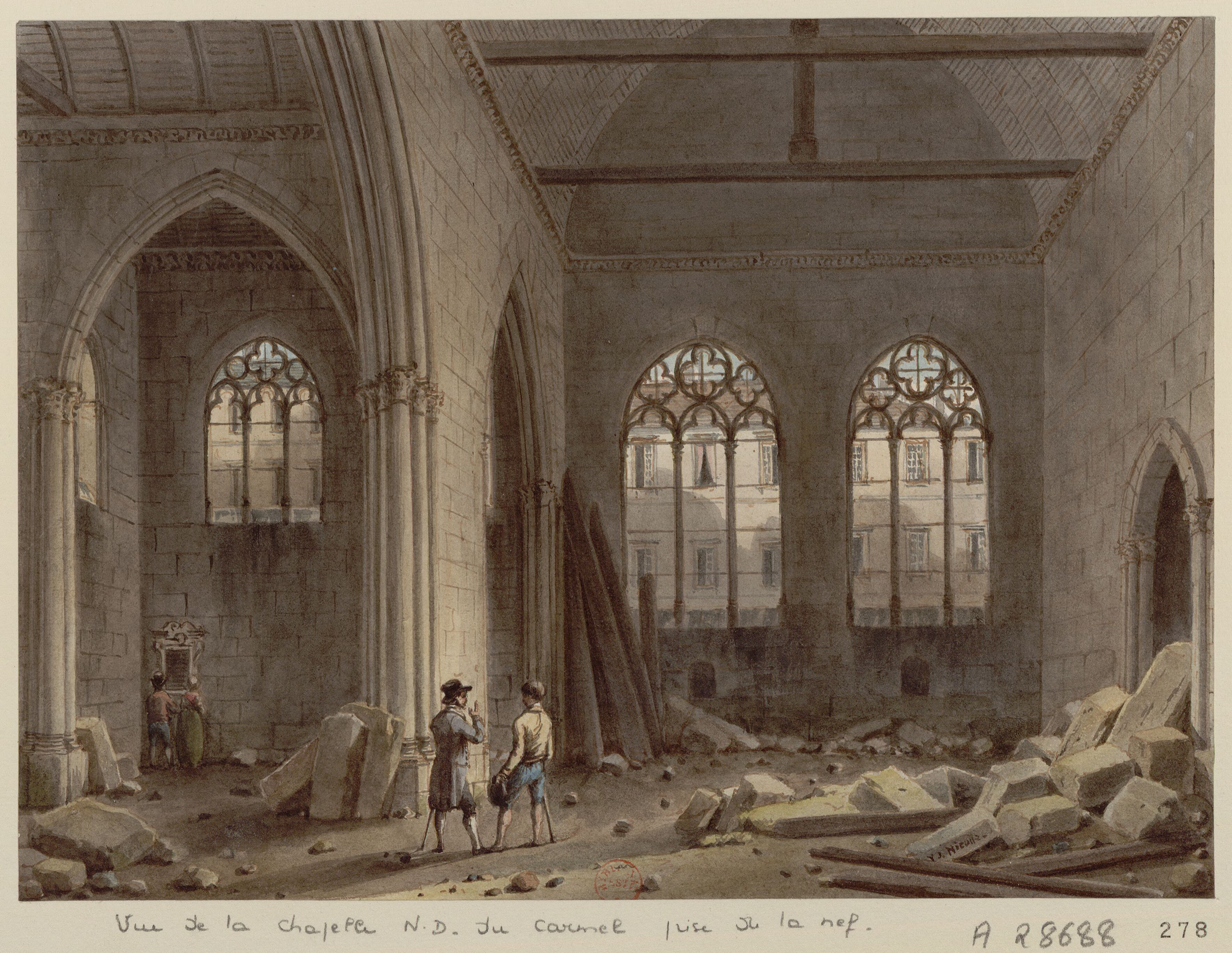
Vue de la chapelle de la Vierge (dessin de Victor-Jean Nicolle).
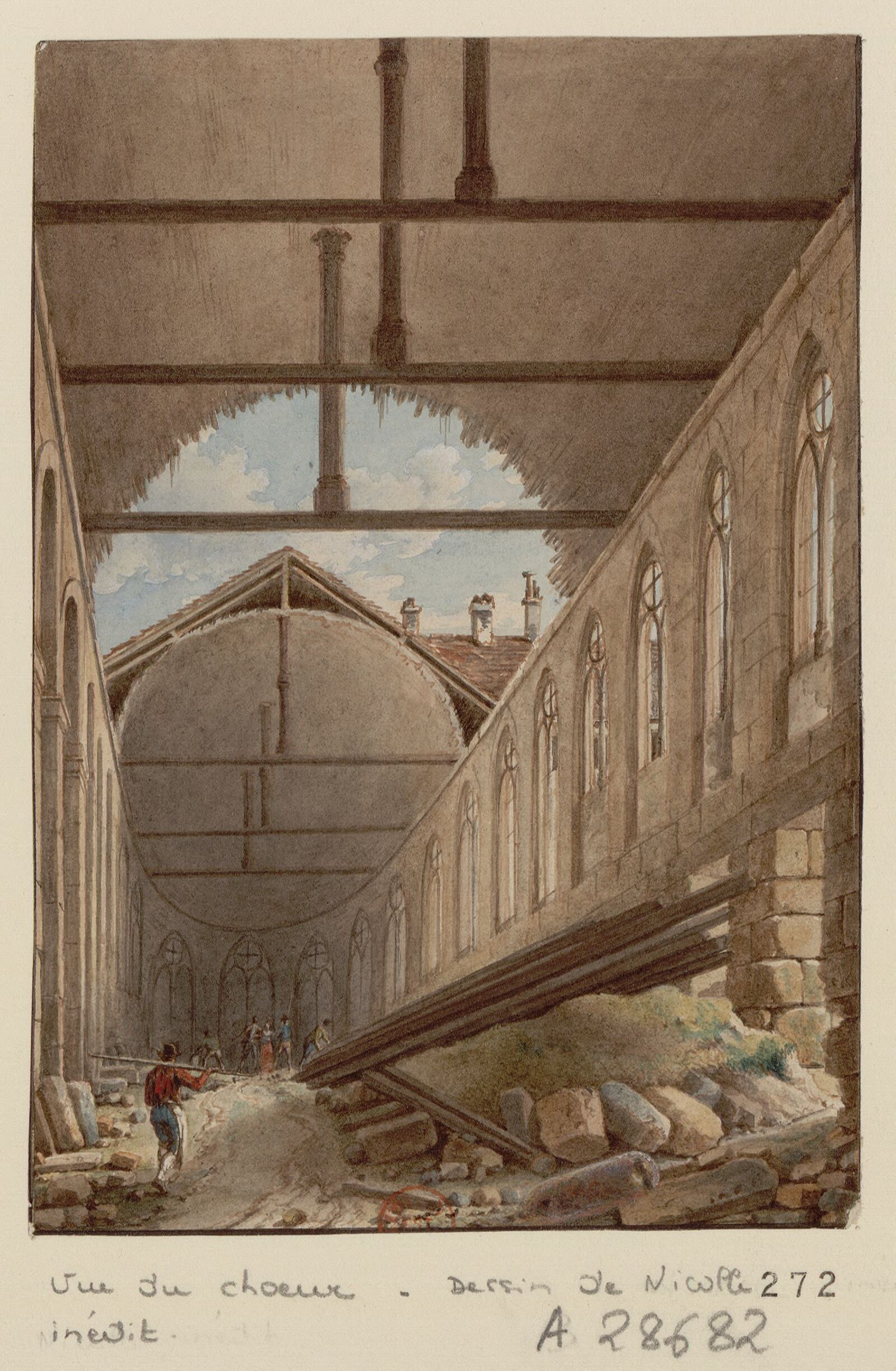
Vue de l'église en cours de démolition (idem).
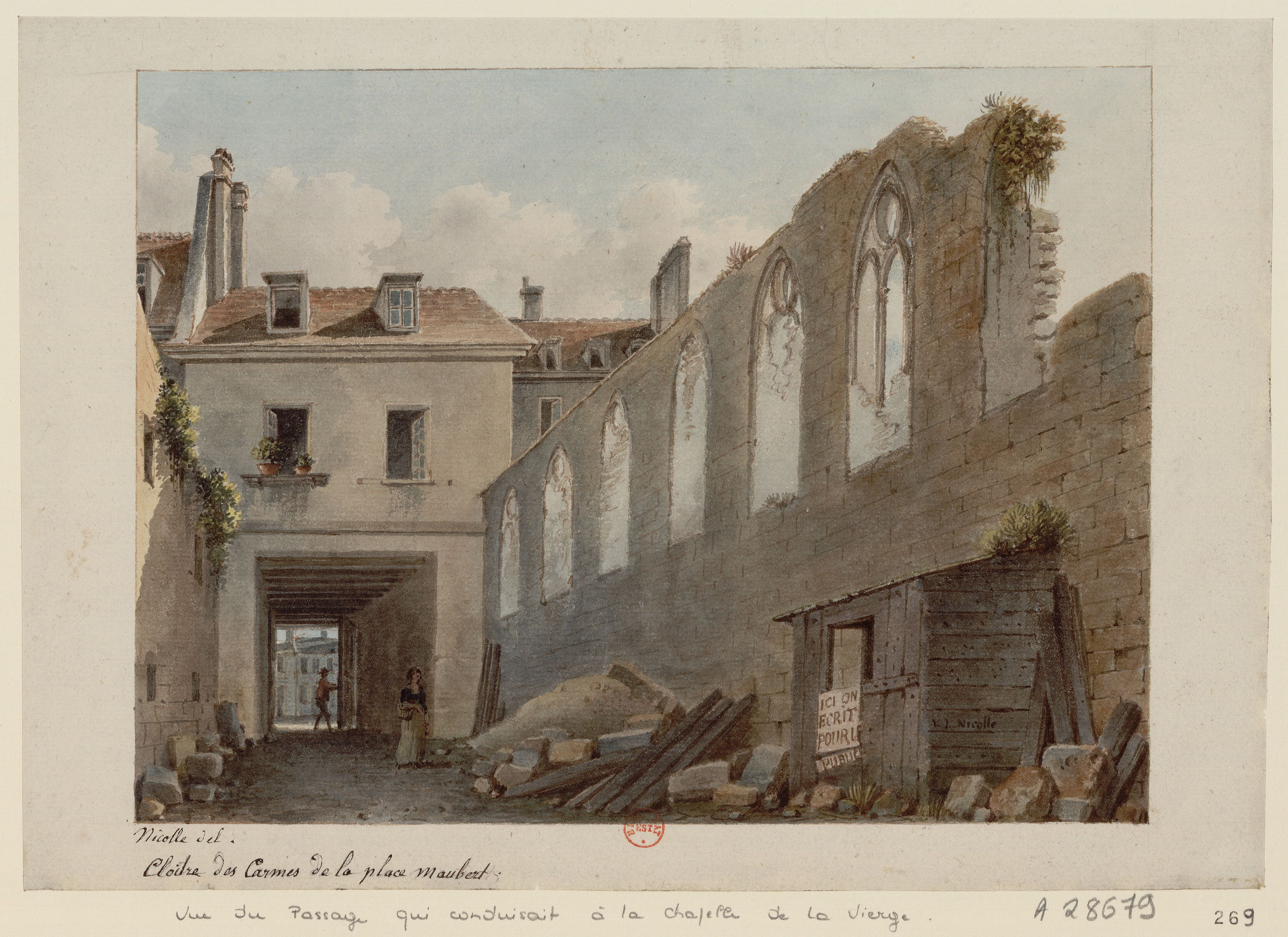
Vue du passage menant de la rue de la Montagne-Sainte-Geneviève à la chapelle de la Vierge (idem).
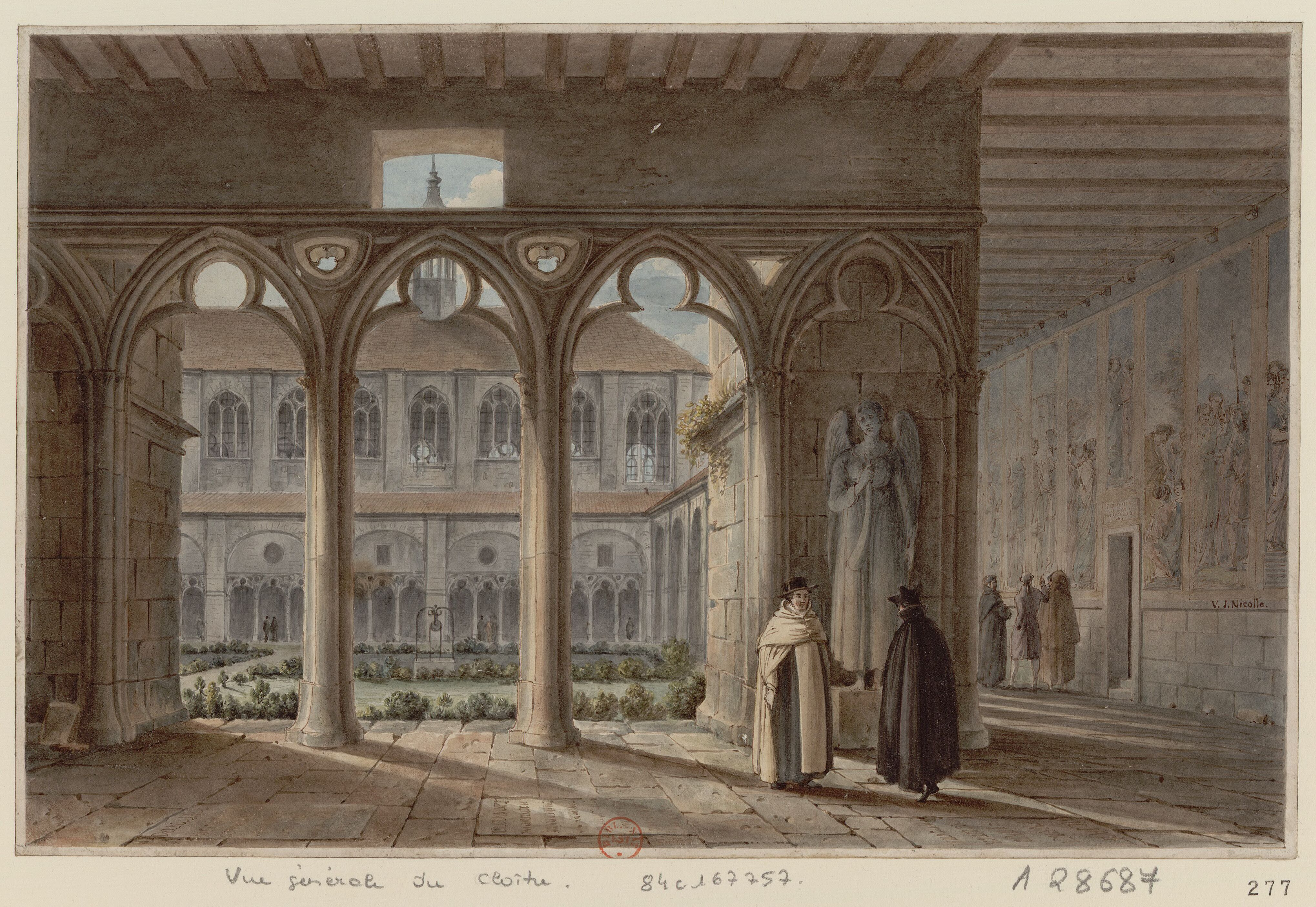
Vue du cloître (idem).
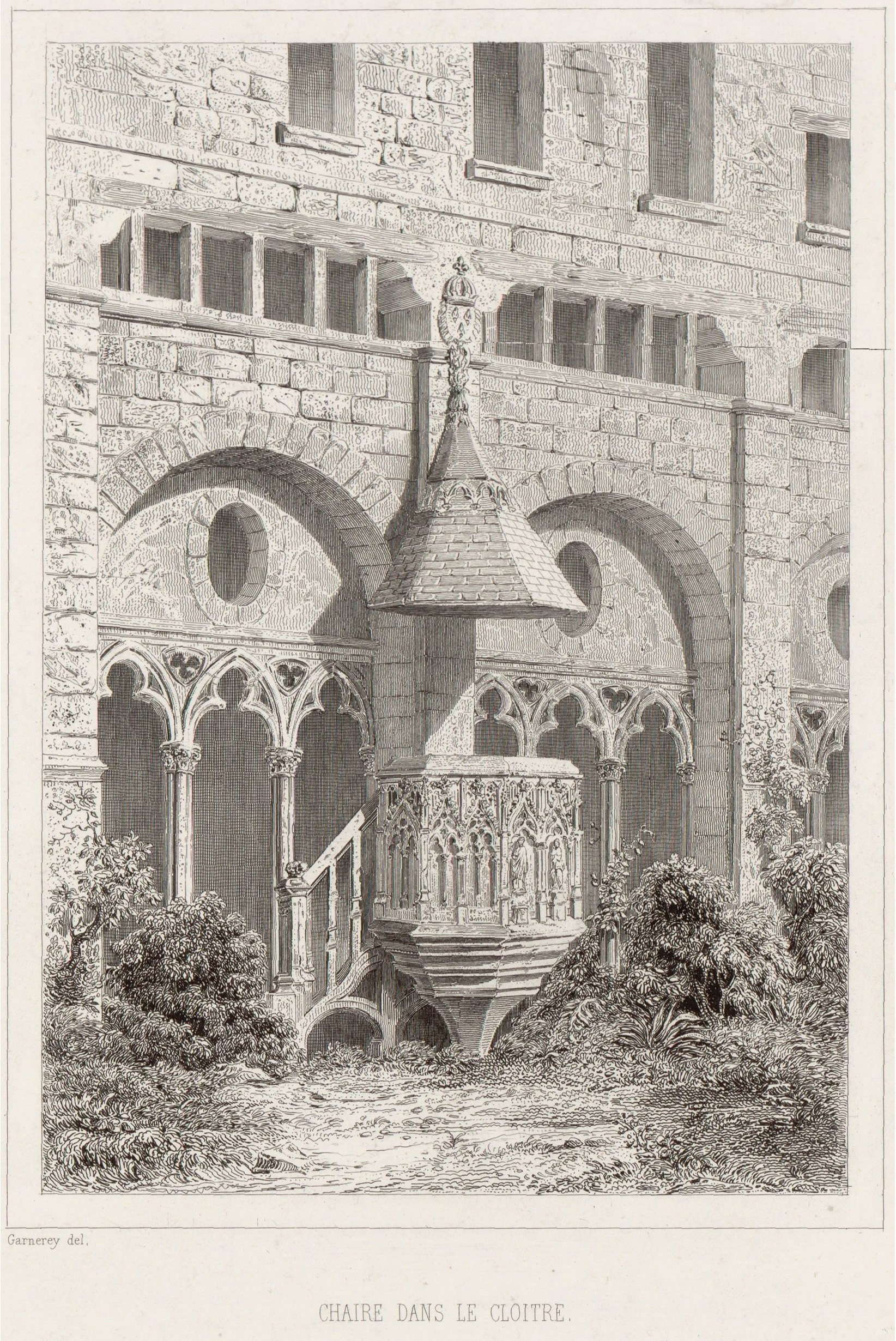
Chaire dans le cloître (eau-forte de Émile Ollivier)

## Le vêtement des Carmes
Leur vêtement rayé leur fit donner le nom de « Barrés »  ce qui donna aussi son nom à Porte des Barrés  et la Rue des Barrés : Un Graduel des Carmes de la Place Maubert représentait dans un miniature de l'Introït de la Messe de Noël Jésus et Marie vêtus en Carmes, avec chape blanche et scapulaire, montés sur un âne, fuyant en Égypte.
Les Carmes lorsqu'ils passèrent d'Orient en Europe, portaient des chapes barrées de blanc et de couleur brune ( tannée). Ce vêtement serait relatif au manteau qu'Élie jeta à son disciple Élisée, lorsqu'il fut enlevé dans un char de feu, noirci dans ses parties extérieures, tandis que le dedans et ce qui se trouva renfermé dans les plis conservait sa blancheur naturelle. Ils quittèrent ces chapes bigarrées après le chapitre général tenu à Montpellier en 1287 et, depuis cette époque, ils portèrent une robe noire, avec un scapulaire et une capuche de même couleur et par-dessus une ample chape et un camail de couleur blanche. Ils prirent le scapulaire, parce que cet habillement avait été montré quelques années auparavant, par la sainte Vierge, au bienheureux Simon Stock, leur sixième général. La confrérie du Scapulaire attirait bien du monde dans leur église.

## Toponymie

### Fontaine des Carmes de la place Maubert
Cette fontaine, construite d'abord près du couvent de ces religieux, fut détruite en 1674 et rebâtie ensuite au milieu de la place Maubert. Les deux vers latins qui lui servaient d'inscription étaient aussi de Jean Santeuil.
Qui tôt venales populo locus exhibet escas,

Hic prœbet faciles, ne sitis urat, aquas

### Carrefour des Carmes
Place formée par la rencontre des rue de la Montagne-Sainte-Geneviève, rue des Noyers, rue Saint-Victor et de rue de Bièvre, ainsi que de la place Maubert.

## Liens